# Évacuation et expulsion pendant la Seconde Guerre mondiale
L'évacuation massive, le déplacement forcé, l'expulsion et la déportation de millions de personnes ont eu lieu dans la plupart des pays impliqués dans la Seconde Guerre mondiale. Un certain nombre de ces phénomènes ont été classés comme des violations des valeurs et des normes humaines fondamentales par le tribunal de Nuremberg après la fin de la guerre. Le mouvement de masse des personnes — pour la plupart des réfugiés — avait été soit causé par les hostilités, soit imposé par les forces de l'Axe ou les puissances alliées sur la base d'idéologies de race et d'ethnicité, culminant avec les changements de frontière d'après-guerre promulgués par les colonies internationales. La crise des réfugiés créée dans les territoires anciennement occupés pendant la Seconde Guerre mondiale a fourni le contexte d'une grande partie de la nouvelle architecture internationale des réfugiés et des droits de l'homme mondiale existante aujourd'hui.
Les belligérants des deux camps se sont livrés à des formes d'expulsion de personnes perçues comme étant associées à l'ennemi. L'Europe centrale et orientale fut le principal théâtre de ces déplacements forcés en temps de guerre, bien que les Japonais aient été expulsés pendant et après la guerre par les puissances alliées à plusieurs endroits en Asie, y compris l'Inde. L'Holocauste a également impliqué des déportations et des expulsions de Juifs préliminaires au génocide ultérieur perpétré par l'Allemagne nazie sous les auspices de l'Aktion Reinhard.

## Déportations, expulsions et déplacements pendant la Seconde Guerre mondiale
À la suite de l'invasion de la Pologne en septembre 1939 qui marqua le début de la Seconde Guerre mondiale, la campagne de « nettoyage » ethnique devint le but d'opérations militaires pour la première fois depuis la fin de la Première Guerre mondiale. Après la fin de la guerre, entre 13,5 et 16,5 millions de germanophones ont perdu leur foyer dans les anciennes terres allemandes et dans toute l'Europe de l'Est.

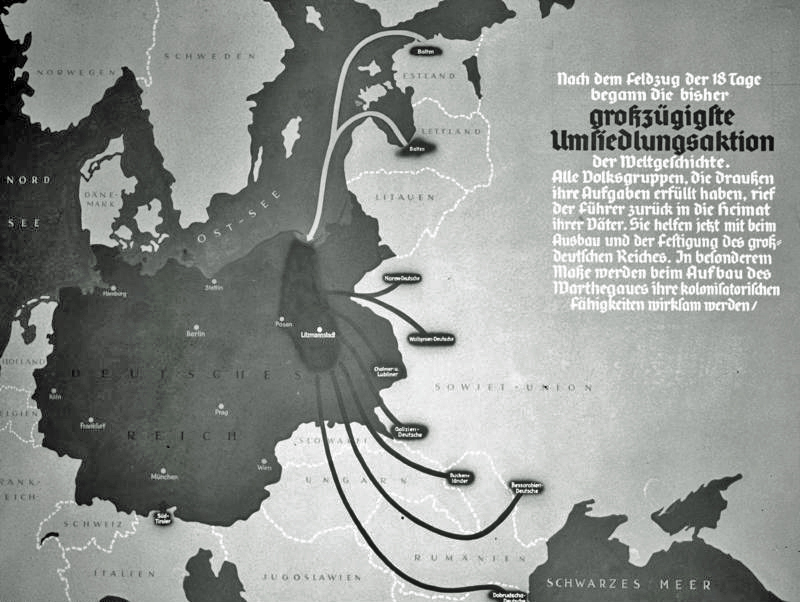
Origine des colonisateurs allemands installés dans les territoires polonais annexés en action Heim ins Reich.

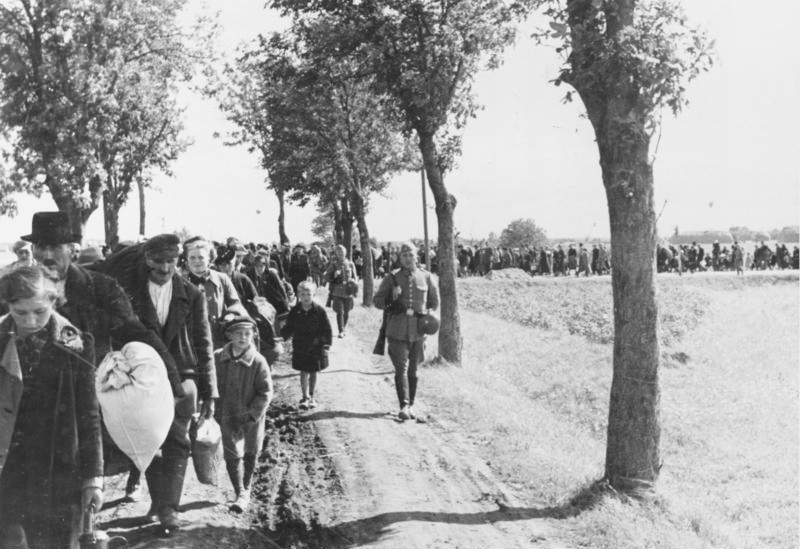
Expulsion des Polonais du Reichsgau Wartheland à la suite de l'invasion allemande de 1939.

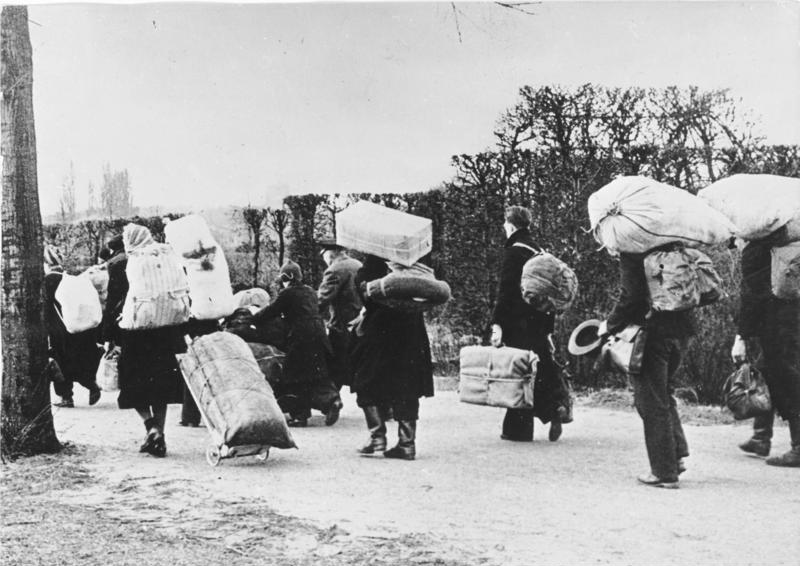
Allemands quittant la Silésie pour l'Allemagne occupée par les Alliés en 1945. Avec l'aimable autorisation des Archives fédérales allemandes (Deutsches Bundesarchiv).

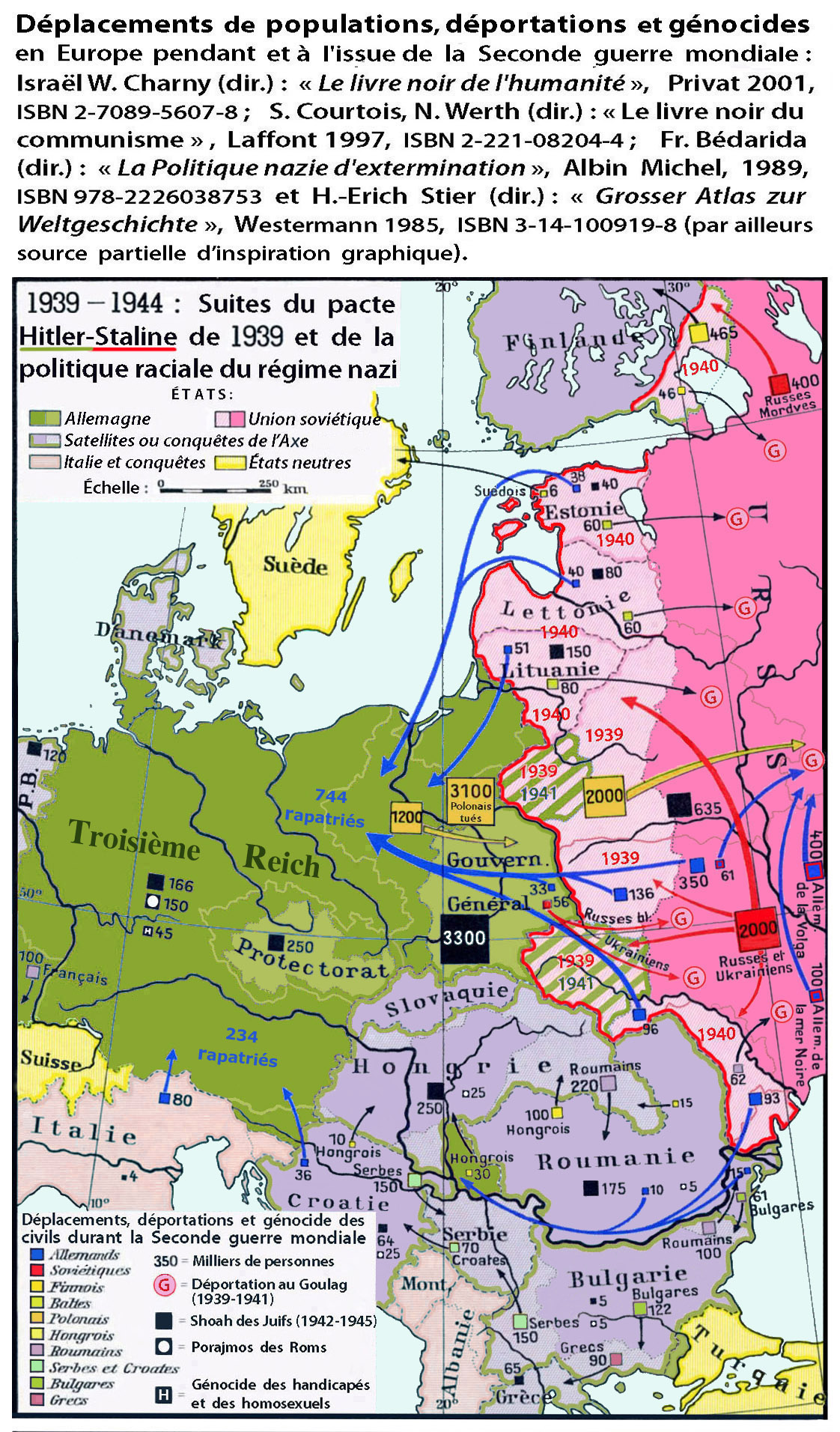
Conséquences territoriales et démographiques des protocoles secrets du pacte germano-soviétique en Europe centrale et orientale.

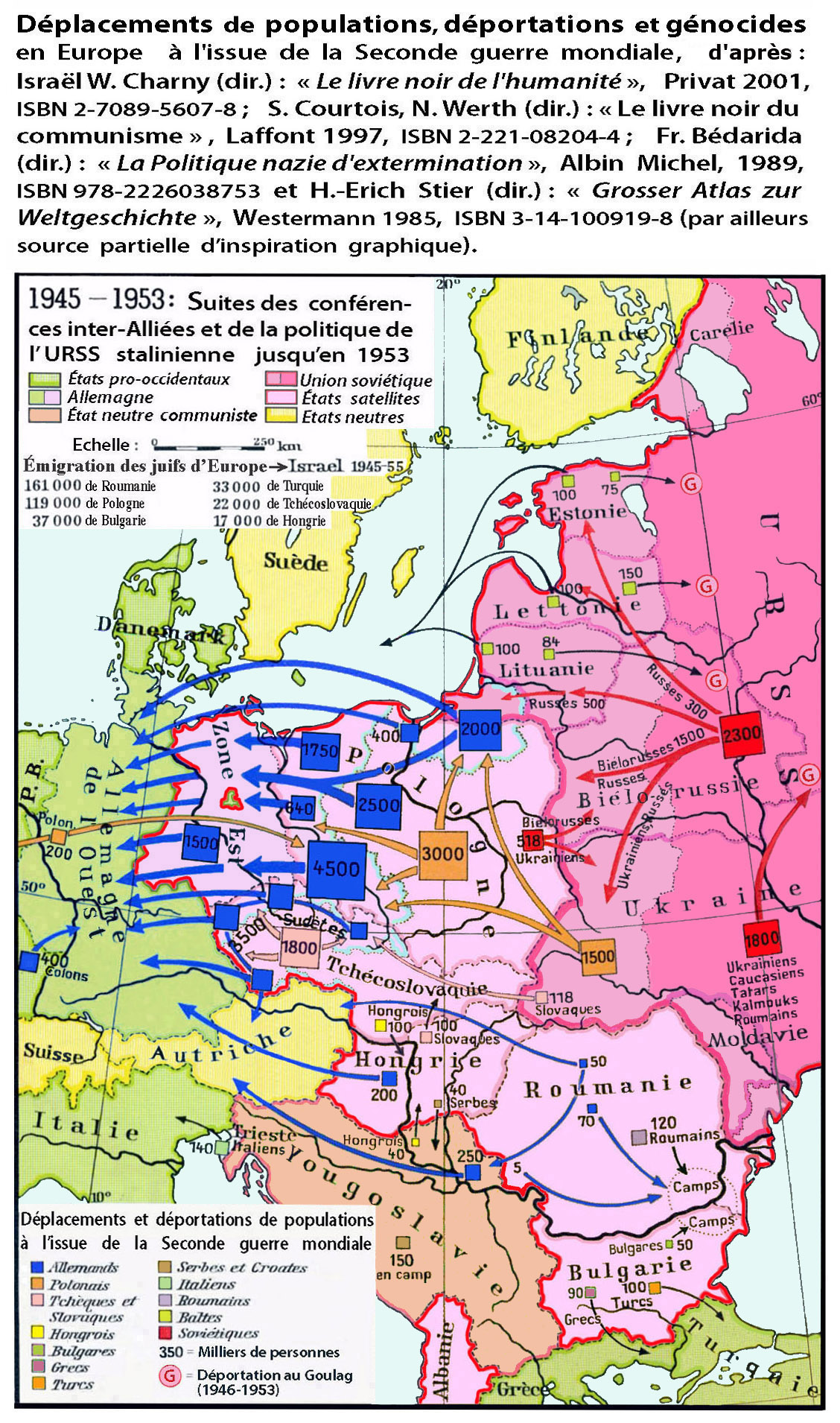
Conséquences territoriales et démographiques des changements actés en Europe centrale et orientale par les conférences inter-alliées de Moscou (1944), de Yalta et de Potsdam (1945).

### À la suite de l'invasion de la Pologne
- 1939 à 1945 : Les nazis prévoyaient de nettoyer ethniquement l'ensemble de la population polonaise, apparemment selon un plan directeur de germanisation appelé Generalplan Ost[2]. Finalement, au cours de l'occupation nazie, jusqu'à 1,6 à 2 millions de Polonais ont été expulsés, sans compter les millions de travailleurs forcés déportés de Pologne vers le Reich[3].
- 1939 à 1940 : Expulsions de 680 000[4] Polonais de la Wielkopolska occupée par les Allemands (Allemagne — Reichsgau Wartheland). Dans la ville de Poznań, les Allemands ont expulsés vers le Gouvernement général 70 000 Polonais. En 1945, un demi-million d'Allemands Volksdeutsche d'Union soviétique, de Bessarabie, de Roumanie et d'Allemands baltes avaient été réinstallés au cours de l'action « Heim ins Reich » par des organisations allemandes comme les structures Hauptamt Volksdeutsche Mittelstelle et RKFDV d'Europe de l'Est.
- 1939 à 1940 : Expulsions de 121 765 Polonais[4] de la Poméranie occupée par les Allemands. La déportation faisait partie de la politique allemande du Lebensraum ordonnée par des organisations Hauptamt Volksdeutsche Mittelstelle et le « Département de réinstallation » du RKFDV.
- 1939 à 1940 : Première évacuation de la Carélie finlandaise. Réinstallation de la population de la Carélie finlandaise et d'autres territoires cédés par la Finlande à l'Union soviétique après et pendant la guerre d'Hiver dans les parties restantes de la Finlande. Certains territoires ont été évacués pendant la guerre ou avant, dans le cadre de la guerre. La majeure partie du territoire a été évacuée après la victoire de l'Union soviétique dans le cadre du traité de paix de Moscou. Au total, 410 000 personnes ont été déplacées.
- 1940 à 1941 : Les Soviétiques déportèrent des centaines de milliers de citoyens polonais, la plupart en quatre vagues de masse. Le chiffre estimé est supérieur à 1,5 million[5],[6],[7],[8],[9],[10],[11]. Les chiffres les plus conservateurs[12],[13] utilisent des documents NKVD récemment trouvés estimant 309 000[14],[15],[16] à 381 220[16],[17]. Les Soviétiques ne reconnaissent pas les minorités ethniques en tant que citoyens polonais[15],[18], certains des chiffres sont basés sur ceux ayant été amnistiés plutôt que déportés[6],[15] et tout le monde n'est pas éligible à l'amnistie[19], les nouveaux chiffres sont alors sous-estimés[13],[15],[20],[21]. Les chiffres originaux sont : février 1940[22],[23] plus de 220 000[10],[24]; avril environ 315 000[10],[24],[25]; juin-juillet entre 240 000[10] à 400 000[24]; juin 1941, 200 000[26] à 300 000[10].
- 1940 à 1941 : Expulsions de 17 000 résidents polonais et juifs des quartiers Ouest de la ville d'Oświęcim des lieux situés directement à côté du camp de concentration d'Auschwitz, ainsi que des villages de Broszkowice, Babice, Brzezinka, Rajsko, Pławy, Harmęże, Bór et Budy[27]. L'expulsion des civils polonais est une étape vers l'établissement de la zone d'intérêt du camp, qui est mise en place afin d'isoler le camp du monde extérieur et d'exercer une activité commerciale pour répondre aux besoins des SS. Des colons allemands et Volksdeutsche s'installèrent. Ce fut l'une des nombreuses migrations forcées associées à l'Holocauste.

### Seconde Guerre mondiale
- 1939 à 1941 : Transferts de populations germano-soviétiques. Transferts de populations d'Allemands ethniques vivant en URSS et de Russes ethniques vivant en Allemagne dans le cadre d'un accord du traité d'amitié de coopération et de démarcation signé entre les deux pays.
- 1940 : Échange de population entre la Bulgarie et la Roumanie. 103 711 Roumains, Aroumains et Megléno-roumains sont transférés vers la Roumanie et 62 278 Bulgares sont évacués vers la Bulgarie[28],[29],[30].
- 1940 à 1941 : Déportation des Allemands de la Volga par l'Union soviétique vers le Kazakhstan, l'Altaï Krai, la Sibérie et d'autres régions reculées.
- 1941 : Déportation de juin de 11 000 Estoniens, 15 000 Lettons, 17 500 Lituaniens, 58 094 Polonais et 22 500 Moldaves par le NKVD entre le 28 juin 1940 et le 22 juin 1941[31],[32].
- 1941 : Déportation et les massacres de prisonniers politiques en Union soviétique occidentale, à mesure que le NKVD reculait devant l'offensive allemande[33].
- 1941 à 1944 : Pendant l'occupation finlandaise de la Carélie orientale pendant la Seconde Guerre mondiale, la population russophone est détenue dans des camps de concentration de Carélie orientale.
- 1941 à 1944 : Expulsion des Polonais de la région[34] est effectuée en novembre 1941 et s'est poursuivie en juin/juillet 1943, sous le nom de code Wehrwolf Action I et II pour faire de la place aux colons allemands (et dans une moindre mesure, ukrainiens) dans le cadre des plans nazis pour l'établissement de colonies allemandes dans les territoires conquis. Environ 110 000 personnes de 297 villages sont expulsées[35], dont 30 000 enfants[36], prévus pour la germanisation dans les familles allemandes du Troisième Reich s'ils étaient jugés racialement « propres » (c'est-à-dire avaient des caractéristiques physiques jugées « germaniques »)[37],[38],[39]. La plupart des personnes expulsées sont envoyées aux travaux forcés en Allemagne ou dans des camps de concentration[40].
- 1941 à 1944 : Kosovo-et-Métochie, quelque 10 000 Serbes ont perdu la vie[41],[42] et environ 80 000[41] à 100 000[41],[43] ou plus[42] ont été ethniquement nettoyés.
- 1941 à 1944 : Épuration ethnique et massacres des Serbes, des Roms et des Juifs de Voïvodine, notamment à Novi Sad, par les fascistes hongrois ; environ 9 000 déportés et 3 000 tués.
- 1941 à 1945 : Plus de 200 000 Serbes ont été expulsés de Croatie et de Bosnie par l'État indépendant de Croatie, régime nationaliste extrême des Oustachis ; environ 250 000 ont été tués, de même que plusieurs milliers de Juifs, de Roms et d'antifascistes[44].
- 1941 à 1949 : Pendant la Seconde Guerre mondiale, les Américains d'origine japonaise et des Canadiens d'origine japonaise sont internés dans des camps.
- 1942 : Déportations des Finlandais ingriens du territoire sous contrôle soviétique du blocus de Léningrad.
- 1943 à 1944 : Déportation des Tatars de Crimée, des Kalmouks, des Tchétchènes, des Ingouches, des Balkars, des Karachays et des Turcs meskhètes par l'Union soviétique vers l'Asie centrale et la Sibérie[45].
- 1943 à 1944 : Nettoyage ethnique et massacres de Polonais en Volhynie et en Galicie orientale par l'UPA nationaliste — la majeure partie des victimes exécutées en été et automne 1944.
- 1944 à 1948 : Nettoyage ethnique de 250 000 Moldaves déportés en Sibérie et au Kazakhstan[46].
- 1943 à 1960 : Plus de 90 000 non-communistes, certains fascistes, d'autres résistants antifascistes mais fidèles au gouvernement yougoslave en exil à Londres donc tous qualifiés de « suppôts du nazisme allemand, du fascisme italien et de l'impérialisme capitaliste » sont mis en camps d'internement ou tués par les partisans communistes[47].
- 1943 à 1960 : Exode istrien-dalmate de 350 000 Italiens, mais aussi de Slovènes et des Croates non-communistes, originaires d'Istrie, de Fiume et des terres dalmates (principalement de la ville de Zara), après l'effondrement du régime fasciste italien et les massacres des foibe par les partisans communistes[48].
- 1944 : Expulsion de la majorité estonienne de la ville estonienne de Narva par les autorités d'occupation soviétiques.
- 1944 : Deuxième évacuation de la Carélie finlandaise. Quelque 280 000 Finlandais retournèrent dans des zones cédées en 1940 à l'Union soviétique et reconquises par la suite par la Finlande en 1941. Au cours de l'été et de l'automne 1944, la Finlande céda ces zones à l'Union soviétique et évacua à nouveau la population finlandaise.
- 1944 : Évacuation de la quasi-totalité de la population civile de la Laponie finlandaise, dans le cadre d'un effort conjoint finno-allemand, avant que les troupes finlandaises et allemandes ne commencent les hostilités. Les déplacés, au nombre de 168 000, purent rentrer chez eux en un an[49].
- 1944 à 1945 : Épuration ethnique et massacres des Hongrois et des Allemands de Voïvodine par les partisans communistes durant l'hiver 1944-1945 ; environ 40 000 tués[50]. Par la suite, entre 1945 et 1948, des camps d'internement furent mis en place, entraînant directement la mort de 70 000 autres, de famine, de gel, de peste, de torture et d'exécutions.
- 1944 à 1945 : Entre 16 000 et 20 000 musulmans albanophones[51] ont fui la Nome de Thesprotie vers l'Albanie pour échapper aux partisans communistes qui les accusaient d'avoir collaboré avec les occupants italiens et nazis. Entre 200 et 300 ont été tués. Mais en Albanie même, ils ont été confrontés aux partisans albanais[52],[53].

### Défaite de l'Allemagne nazie et de l'empire du Japon
- 1944 à 1947 & 1951 : Déportation massive des minorités ethniques de langue ukrainienne du territoire polonais après la Seconde Guerre mondiale, culminant en 1947 avec le début de l'opération Vistule.
- 1944 à 1947 et 1951 : 1,5 million de Polonais ont été déportés des territoires de l'Est annexés par l'URSS vers les territoires de l'Ouest, que les Soviétiques ont transférés d'Allemagne en Pologne. En 1950, 1,6 million de Polonais des territoires de l'Est annexés par l'Union soviétique s'étaient installés dans ce que le gouvernement appelait les territoires reconquis.
- 1944 à 1948 : Fuite et expulsion des Allemands après la Seconde Guerre mondiale. Entre 13,5 et 16,5 millions de germanophones ont fui, été évacués ou plus tard expulsés d'Europe centrale et orientale[54],[55], ce qui en fait le plus grand cas de nettoyage ethnique de l'Histoire. Le nombre estimé de personnes décédées (entre 500 000 et 3 000 000) dans ces transferts forcés est débattu par les historiens[56].
- Novembre et décembre 1944 : plus de 200 000 Souabes du Danube en Yougoslavie ont été expulsés de leurs maisons et internés dans  camps de concentration pour les personnes âgées, les jeunes et les handicapés. Quelque 30 000 travailleurs ont été expulsés vers la Russie en tant qu'esclaves pour les réparations de guerre[57].
- Des dizaines de milliers de réfugiés ont été rapatriés en Yougoslavie et massacrés.
- Rapatriement des Cosaques après la Seconde Guerre mondiale.
- 1945 : Rapatriement japonais de Huludao. Les forces chinoises et américaines ont renvoyé les colonisateurs japonais du nord-est de la Chine. Dans les zones libérées par les Soviétiques et non par les Américains, ces Japonais deviendront des prisonniers de guerre japonais en Union soviétique.
- Après la capitulation du Japon, l'Union soviétique a occupé le nord de la Corée et le sud de Sakhaline. De nombreux résidents japonais et environ les deux tiers des résidents coréens de Sakhaline ont été expulsés vers le Japon, tandis que certains resteront bloqués à Sakhaline[58].
- Taïwan est cédée au Japon en 1895 à la suite de la première guerre sino-japonaise et au début de la Seconde Guerre mondiale, de nombreux civils japonais s'y sont installés. Entre la capitulation japonaise de Taïwan en 1945 et le 25 avril 1946, les forces de la République de Chine occupante ont expulsé 90 % des Japonais vivant à Taïwan[59].
- Plus de 30 000 colons serbes ont été expulsés de la Macédoine occupée par les Bulgares et du sud-est de la Serbie[60].
- Aliyah Bet était le nom de code de l'immigration illégale des Juifs au Levant dans les années 1930 et 1940, en pleine Holocauste, et l'existence de nombreuses personnes déplacées, d'identité juive, sera la raison majeure de la naissance de l'État d'Israël. Ces migrants ont été aidés par un groupe clandestin appelé Berih'ah. Après la naissance d'Israël, la migration juive européenne vers Israël s'est poursuivie, contribuant à la croissance démographique d'Israël. Le pogrom de Kielce et d'autres incidents antisémites y ont contribué. (Cette migration pourrait être considérée comme une expulsion, étant donné les conditions auxquelles étaient confrontés les Juifs européens à l'époque).

## Création d'organisations de réfugiés
L'Administration des Nations Unies pour les secours et la réhabilitation est créée en 1943 pour fournir une aide humanitaire au grand nombre de réfugiés potentiels et existants dans les zones confrontées à la libération des Alliés. L'UNRRA a fourni des milliards de dollars américains d'aide à la réhabilitation et a aidé environ 8 millions de réfugiés. Il cessa ses activités en Europe en 1947 et en Asie en 1949, remplacé en 1947 par l'Organisation internationale pour les réfugiés, qui à son tour est devenue le Haut-Commissariat des Nations Unies pour les réfugiés en 1950.